# Fiumefreddo Bruzio
Fiumefreddo Bruzio är en ort och kommun i provinsen Cosenza i regionen Kalabrien i Italien. Kommunen hade 2 918 invånare (2018).